# Saumont-la-Poterie

Saumont-la-Poterie este o comună în departamentul Seine-Maritime, Franța. În 1 ianuarie 2022 avea o populație de 413 de locuitori.